# Llista de topònims de Bulaternera
Llista de topònims (noms propis de lloc) de Bulaternera (Rosselló).
Informació actualitzada per un bot. Els canvis manuals es perdran quan s'actualitzi!

## dolmen
| imatge | Nom                         | Ubicat a                          | instància de | Detalls | coordenades                                                                | Protecció | Commons (més fotos)        | Dades a WD                    |
| ------ | --------------------------- | --------------------------------- | ------------ | ------- | -------------------------------------------------------------------------- | --------- | -------------------------- | ----------------------------- |
|        | Dolmen de les Rieres        | Sant Miquel de Llotes Bulaternera | dolmen       |         | 42° 38′ 41″ N, 2° 36′ 28″ E / 42.644777777778°N,2.6076388888889°E 383 msnm |           | Dolmen du Camp Gran II     | Modifica les dades a Wikidata |
|        | Dolmen del Coll de la Llosa | Sant Miquel de Llotes Bulaternera | dolmen       |         | 42° 37′ 50″ N, 2° 36′ 21″ E / 42.6305°N,2.6058055555556°E 584.7 msnm       |           | Dolmen du Coll de la Llosa | Modifica les dades a Wikidata |

## església
| imatge | Nom                         | Ubicat a    | instància de                              | Detalls                                   | coordenades                                                                  | Protecció                   | Commons (més fotos)                     | Dades a WD                    |
| ------ | --------------------------- | ----------- | ----------------------------------------- | ----------------------------------------- | ---------------------------------------------------------------------------- | --------------------------- | --------------------------------------- | ----------------------------- |
|        | Sant Nazari de Barbadell    | Bulaternera | església Ús: església                     | Estil: art preromànic Dedicat a: Nazari   | 42° 38′ 18″ N, 2° 35′ 00″ E / 42.6383°N,2.5833°E 21.5 msnm                   |                             | Église Saint-Nazaire de Barbadell       | Modifica les dades a Wikidata |
|        | Sant Sulpici de Bulaternera | Bulaternera | església Ús: església parroquial catòlica | Estil: arquitectura romànica 17th century | 42° 38′ 55″ N, 2° 35′ 11″ E / 42.6485°N,2.5864°E 203.3 msnm                  | monument històric catalogat | Church of Saint-Sulpice in Bouleternère | Modifica les dades a Wikidata |
|        | Santa Anna del Congost      | Bulaternera | església                                  |                                           | 42° 39′ 07″ N, 2° 34′ 29″ E / 42.651972222222°N,2.5748333333333°E 194.3 msnm |                             | Chapelle Sainte-Anne de Bouleternère    | Modifica les dades a Wikidata |
|        | Santa Maria de Bulaternera  | Bulaternera | església                                  |                                           | 42° 38′ 55″ N, 2° 35′ 11″ E / 42.648666666667°N,2.5863611111111°E 203.3 msnm |                             | Église Sainte-Marie de Bouleternère     | Modifica les dades a Wikidata |

## riu
| imatge | Nom   | Ubicat a           | instància de | Detalls                                                   | coordenades | Protecció | Commons (més fotos) | Dades a WD                    |
| ------ | ----- | ------------------ | ------------ | --------------------------------------------------------- | --- | --------- | ------------------- | ----------------------------- |
|        | Bulès | Rosselló           | riu          | Desemboca: Tet Llarg: 34.67km                             | 42° 30′ 35″ N, 2° 34′ 35″ E / 42.50975°N,2.57631°E 42° 41′ 36″ N, 2° 42′ 44″ E / 42.6934°N,2.71234°E 1308.7 88 msnm |           | Boulès              | Modifica les dades a Wikidata |
|        | Tet   | Pirineus Orientals | riu          | Desemboca: mar Mediterrània Llarg: 115.8km Conca: 1369km² | 42° 42′ 48″ N, 3° 02′ 23″ E / 42.713333333333°N,3.0397222222222°E                                                   |           | Têt                 | Modifica les dades a Wikidata |

## Misc
| imatge | Nom                             | Ubicat a                                    | instància de                          | Detalls                                   | coordenades                                                                                              | Protecció                     | Commons (més fotos)     | Dades a WD                    |
| ------ | ------------------------------- | ------------------------------------------- | ------------------------------------- | ----------------------------------------- | --- | ----------------------------- | ----------------------- | ----------------------------- |
|        | Castell de Bulaternera          | Bulaternera                                 | château                               |                                           | 42° 38′ 55″ N, 2° 35′ 11″ E / 42.64866667°N,2.5865°E 203.6 msnm                                          |                               |                         | Modifica les dades a Wikidata |
|        | Castell de Marsugà              | Bulaternera                                 | castell                               |                                           | 42° 38′ 53″ N, 2° 36′ 33″ E / 42.648155555556°N,2.6092583333333°E 350.9 msnm                             |                               |                         | Modifica les dades a Wikidata |
|        | Coll de la Llosa                | Bulaternera Casafabre Sant Miquel de Llotes | port de muntanya                      |                                           | 42° 37′ 49″ N, 2° 36′ 21″ E / 42.630361°N,2.605917°E                                                     |                               |                         | Modifica les dades a Wikidata |
|        | Estació de Bulaternera          | Bulaternera                                 | antiga estació de ferrocarril         |                                           | 42° 39′ 15″ N, 2° 35′ 17″ E / 42.654280555556°N,2.5880527777778°E 179 msnm                               |                               |                         | Modifica les dades a Wikidata |
|        | Pont d'en Labau                 | Bulaternera Illa Rodès                      | aqüeducte pont                        | Travessa: Tet Hi passa: Rec Reial de Tuïr | 42° 39′ 40″ N, 2° 34′ 10″ E / 42.661°N,2.56934°E                                                         | monument històric inventariat | Pont aqueduc d'en Labau | Modifica les dades a Wikidata |
|        | Roc Vaquer                      | Rodès Bulaternera                           | muntanya                              |                                           | 42° 38′ 14″ N, 2° 34′ 20″ E / 42.637094°N,2.572275°E 371.9 msnm                                          |                               |                         | Modifica les dades a Wikidata |
|        | Vila fortificada de Bulaternera | Bulaternera                                 | vila closa                            |                                           | 42° 38′ 55″ N, 2° 35′ 11″ E / 42.648675°N,2.586521°E 203.6 msnm                                          |                               |                         | Modifica les dades a Wikidata |
|        | casa de la vila de Bulaternera  | Bulaternera                                 | instal·lació Ús: seu del govern local |                                           | 42° 38′ 58″ N, 2° 35′ 08″ E / 42.6494089423985°N,2.58549923272689°E fr:6 B CAMI REAL, 66130 BOULETERNERE |                               |                         | Modifica les dades a Wikidata |
|        | cementiri de Bulaternera        | Bulaternera                                 | cementiri                             |                                           | 42° 39′ 02″ N, 2° 34′ 46″ E / 42.6506°N,2.5794°E                                                         |                               |                         | Modifica les dades a Wikidata |